# Boliscus duricorius
Boliscus duricorius är en spindelart som först beskrevs av Simon 1880.  Boliscus duricorius ingår i släktet Boliscus och familjen krabbspindlar.
Artens utbredningsområde är Nya Kaledonien. Inga underarter finns listade.